# Ringflattern
Als Ringflattern wird ein ungewolltes Vibrieren in axialer Richtung des Kompressionsrings ausgehend vom Ringstoß bezeichnet, das unter ungünstigen Umständen in Verbrennungsmotoren auftritt. Verursacht wird dies durch ungenügenden Gasdruck auf die Innenseite des Rings. Die Folgen sind zum einen eine niedrigere Motorleistung und zum anderen ein möglicher Ringbruch mit weiteren, meist erheblichen Schäden am Motor.
In zwei Situationen kann der Gasdruck nicht ausreichen, um den Ring mit der nötigen Kraft an die Zylinderlauffläche zu pressen: 
- Wenn am Verbrennungstotpunkt die Resultierende aus Gas- und Reibungskräften kleiner ist als die Massenkraft des Ringes[2]. Der Ring hebt von der unteren Nutenflanke ab und damit verringert sich der Gasdruck auf die Innenfläche des Ringes. Nun hebt der Ring von der Lauffläche ab und Gas kann aus dem Verbrennungsraum in das Kurbelwellengehäuse gelangen (Blowby).
- Außerdem begünstigen hohe Motorendrehzahlen das Ringflattern. Das Gas kann dabei nicht schnell genug in den Nutraum hinter den Ring vorstoßen und es tritt der gleiche Effekt wie am Verbrennungstotpunkt auf.

Um dem Ringflattern zu entgehen, haben sich verschiedene Methoden bewährt. Da das Flattern von den Ringenden ausgeht, kann mit asymmetrischer Vorspannkraft der Ring am Ringstoß mit einer höheren Kraft als am restlichen Umfang an die Lauffläche angepresst werden. Leichtere Ringe vermindern die Massenkraft und verschieben so das Flattern in einen höheren Drehzahlbereich. Um den Gasdruck auf die Innenfläche zu gewährleisten, bieten sich radiale Bohrungen in den Kolben an, die auch die Zugänglichkeit zum hinteren Nutraum sicherstellen, wenn der Ring an der oberen Flanke anliegt. Den Ringstoß abzudichten hat sich in der Serie aufgrund der hohen Herstellungskosten nicht bewährt.